# Солей д’Ор
«Золотое солнце» (фр. Auberge du Soleil d'Or) — старинный постоялый двор, расположенный на улице Вожирар, дом 226 в XV округе Парижа. Этот дом стал одним из ключевых мест во времена Французской революции: в нём дважды назревал заговор против властей.

## История
Построенный в начале XVIII века как загородный дом для состоятельного парижанина, со временем он стал постоялым двором. Его название связано с гравированным изображением солнца, находящимся на козырьке двери, которая ведёт во внутренний дворик.
28 марта 1791 года группа роялистов, которая учредила там свою штаб-квартиру, повела атаку на членов клуба якобинцев с целью их ликвидации. Это событие, названное заговором золотого солнца, в итоге провалилось.
В 1796 году начал назревать второй заговор, организатором которого был Гракх Бабёф. Он и его сторонники Филиппо Буонарроти, Огюстен Александр Дартэ, Пьер Сильвен Марешаль, Феликс Лепелетье, Пьер-Антуан Антонель, Дёбон и Жорж Гризель создали подпольную организацию, руководившую так называемым «заговором равных». 9 сентября 1796 года (или 23 фрюктидора по французскому республиканскому календарю) около 800 человек собралось в «Золотом солнце», чтобы обсудить пропаганду в войсках и попытку свергнуть сообща Директорию. Скопление радикально настроенного народа тут же вызвало тревогу и привело к арестам 132 человек, среди которых 33 были расстреляны.
С 2005 года «Золотое солнце» служит жилым помещением.